# Theo Helfrich
Theodor Karl „Theo“ Helfrich (* 13. Mai 1913 in Frankfurt am Main; † 29. April 1978 in Ludwigshafen am Rhein) war ein deutscher Grand-Prix- und Sportwagenfahrer.

## Karriere
Helfrich startete von 1952 bis 1954 beim Großen Preis von Deutschland auf dem Nürburgring, wobei er jedoch keine nennenswerten Erfolge erzielen konnte. Er errang keine Meisterschaftspunkte; seine einzige Zielankunft war der zwölfte Platz 1953.
Erfolgreicher war Theo Helfrich im Sportwagen. Beim ersten 1000-km-Rennen 1953 auf dem Nürburgring belegte er auf einem Borgward RS zusammen mit Karl-Günther Bechem und Adolf Brudes Platz drei hinter den leistungsstärkeren Ferrari und Jaguar von Ascari/Farina und Stewart/Salvadori. 1954 gewann er auf der Autobahnspinne Dresden in der Formel 3 auf einem Cooper-T31-Norton.

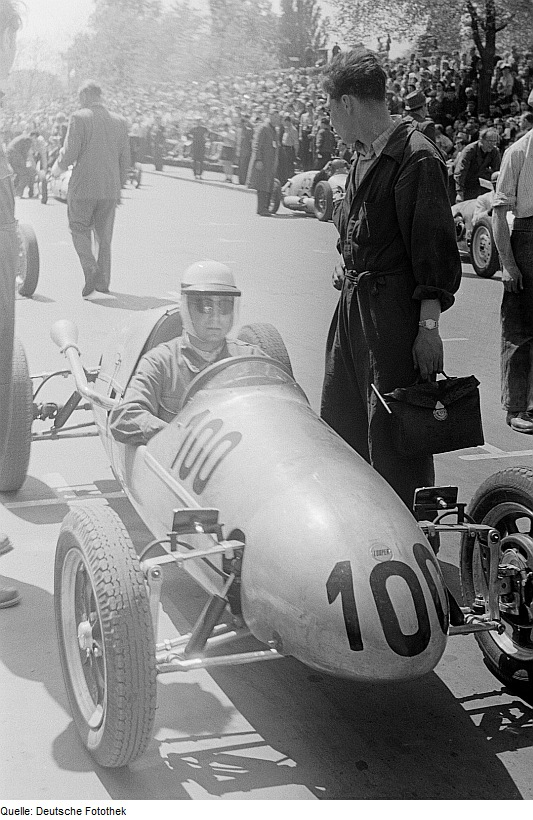
Helfrich beim Leipziger Stadtparkrennen 1954

## Statistik

### Statistik in der Automobil-Weltmeisterschaft
| Saison | Team          | Chassis      | Motor                 | Rennen | Siege | Zweiter | Dritter | Poles | schn. Rennrunden | Punkte | WM-Pos. |
| ------ | ------------- | ------------ | --------------------- | ------ | ----- | ------- | ------- | ----- | ---------------- | ------ | ------- |
| 1952   | Theo Helfrich | Veritas RS   | BMW 2.0 L6            | 1      | −     | −       | −       | −     | −                | −      | NC      |
| 1953   | Theo Helfrich | Veritas RS   | BMW 2.0 L6            | 1      | −     | −       | −       | −     | −                | −      | NC      |
| 1954   | Hank Klenk    | Klenk Meteor | Veritas Meteor 2.0 L6 | 1      | −     | −       | −       | −     | −                | −      | NC      |
| Gesamt | Gesamt        | Gesamt       | Gesamt                | 3      | −     | −       | −       | −     | −                | −      |         |

#### Einzelergebnisse
| Saison | 1 | 2 | 3 | 4 | 5   | 6  | 7 | 8 | 9 |
| ------ | - | - | - | - | --- | -- | - | - | - |
| 1952   |   |   |   |   |     |    |   |   |   |
|        |   |   |   |   | DNF |    |   |   |   |
| 1953   |   |   |   |   |     |    |   |   |   |
|        |   |   |   |   |     | 12 |   |   |   |
| 1954   |   |   |   |   |     |    |   |   |   |
|        |   |   |   |   | DNF |    |   |   |   |

| Legende  | Legende            | Legende                                                          |
| Farbe    | Abkürzung          | Bedeutung                                                        |
| -------- | ------------------ | ---------------------------------------------------------------- |
| Gold     | –                  | Sieg                                                             |
| Silber   | –                  | 2. Platz                                                         |
| Bronze   | –                  | 3. Platz                                                         |
| Grün     | –                  | Platzierung in den Punkten                                       |
| Blau     | –                  | Klassifiziert außerhalb der Punkteränge                          |
| Violett  | DNF                | Rennen nicht beendet (did not finish)                            |
| Violett  | NC                 | nicht klassifiziert (not classified)                             |
| Rot      | DNQ                | nicht qualifiziert (did not qualify)                             |
| Rot      | DNPQ               | in Vorqualifikation gescheitert (did not pre-qualify)            |
| Schwarz  | DSQ                | disqualifiziert (disqualified)                                   |
| Weiß     | DNS                | nicht am Start (did not start)                                   |
| Weiß     | WD                 | zurückgezogen (withdrawn)                                        |
| Hellblau | PO                 | nur am Training teilgenommen (practiced only)                    |
| Hellblau | TD                 | Freitags-Testfahrer (test driver)                                |
| ohne     | DNP                | nicht am Training teilgenommen (did not practice)                |
| ohne     | INJ                | verletzt oder krank (injured)                                    |
| ohne     | EX                 | ausgeschlossen (excluded)                                        |
| ohne     | DNA                | nicht erschienen (did not arrive)                                |
| ohne     | C                  | Rennen abgesagt (cancelled)                                      |
| ohne     | keine WM-Teilnahme |                                                                  |
| sonstige | P/fett             | Pole-Position                                                    |
| sonstige | 1/2/3/4/5/6/7/8    | Punktplatzierung im Sprint-/Qualifikationsrennen                 |
| sonstige | SR/kursiv          | Schnellste Rennrunde                                             |
| sonstige | *                  | nicht im Ziel, aufgrund der zurückgelegten Distanz aber gewertet |
| sonstige | ()                 | Streichresultate                                                 |
| sonstige | unterstrichen      | Führender in der Gesamtwertung                                   |

### Le-Mans-Ergebnisse
| Jahr | Team              | Fahrzeug             | Teamkollege       | Platzierung |
| ---- | ----------------- | -------------------- | ----------------- | ----------- |
| 1952 | Daimler-Benz A.G. | Mercedes-Benz 300 SL | Helmut Niedermayr | Rang 2      |

### Einzelergebnisse in der Sportwagen-Weltmeisterschaft
| Saison | Team          | Rennwagen   | 1   | 2   | 3   | 4   | 5   | 6   | 7   |
| ------ | ------------- | ----------- | --- | --- | --- | --- | --- | --- | --- |
| 1953   | Borgward      | Borgward RS | SEB | MIM | LEM | SPA | NÜR | RTT | CAP |
| 1953   | Borgward      | Borgward RS |     | 3   |     |     |     |     |     |
| 1956   | Theo Helfrich | Porsche 550 | BUA | SEB | MIM | NÜR | KRI |     |     |
| 1956   | Theo Helfrich | Porsche 550 | DNF |     |     |     |     |     |     |